# Suillus cavipes
Suillus cavipes (Johann Friedrich Klotzsch, 1835 ex  Alexander H. Smith și Harry D. Thiers, 1964), sin.  Boletinus cavipes (Johann Friedrich Klotzsch, 1835 ex Karl Kalchbrenner, 1867), din încrengătura Basidiomycota în familia Suillaceae și de genul Suillus, este o ciupercă comestibilă care coabitează, fiind un simbiont micoriza (formează micorize pe rădăcinile arborilor). Buretele este denumit în popor pitoașcă cu picior gol, fântâna melcilor sau voineasa. Apare în România, Basarabia și Bucovina de Nord numai sub  larici pe toate tipurile de sol, tinde însă spre cele acide și evită cele tare calcaroase, Buretele crește deseori în mase, dezvoltându-se în grupuri de tufe, rar solitar, prin păduri de conifere sau mixte, de la câmpie la munte, din iulie până în octombrie.

## Taxonomie

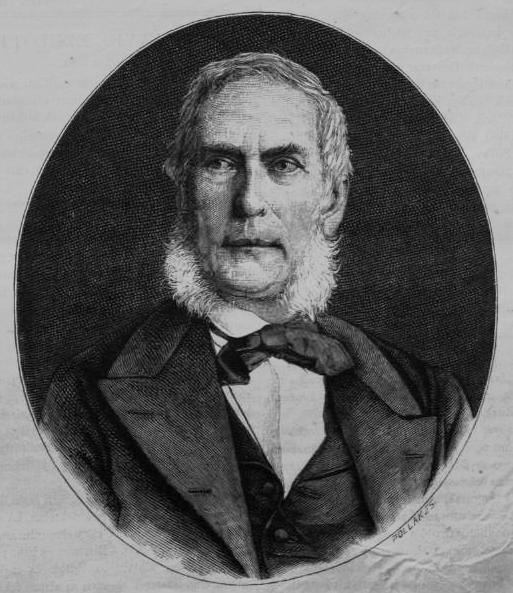
Karl Kalchbrenner

Buretele a fost descoperit și descris sub denumirea Boletus cavipes de micologul german Johann Friedrich Klotzsch (1805-1860) într-un articol publicat de renumitul savant suedez Elias Magnus Fries în cartea sa Boleti, Fungorum generis, illustratio din 1835 și redenumit de micologii americani Alexander H. Smith și Harry D. Thiers în 1964 sub numele actual. În anul 1867, micologul austro-ungar Karl Kalchbrenner (1807-1886) i-a da numele Boletinus cavipes, valabil ca nume generic pentru destul de lung timp. 
Toate celelalte sinonime (listate în înfocasetă) rămân valabile, dar nu sunt aplicate. Taxonul botanistului prusac Wilhelm Opatowski (1810–1838), a fost declarat invalid, fiind descris sub același nume generic de abia în 1836.
O discuție dusă de ani de zile, dar în principiu încă nefinalizată, se referă la relațiile dintre genurile Suillus și Boletinus, insa special privind statutul lui Suillus cavipes. Privind relația strânsă între acești doi taxoni, nu există nicio controversă, însă poziția Boletinus ca gen independent este neclară. Ușor generalizat, se pot distinge două modele diferite cu privire la relația de familie dintre Suillus și Boletinus: Reprezentanții direcției practicate în Statele Unite îl văd pe Boletinus ca parte al genului Suillus, iar direcția europeană acceptă pe Boletinus ca gen independent, susținuți de constatările chemi-taxonomice, fără îndoială importante. Astfel, bureții arată alături de ingrediente comune de asemenea câteva specific proprii.
Studii filogenetice ulterioare au arătat, că apartenența speciei aici descrise la genul Boletinus nu poate fi menținută. Astfel, în momentul de față (2018), buretele este clasificat ca ciupercă de genul Suillus.

## Descriere

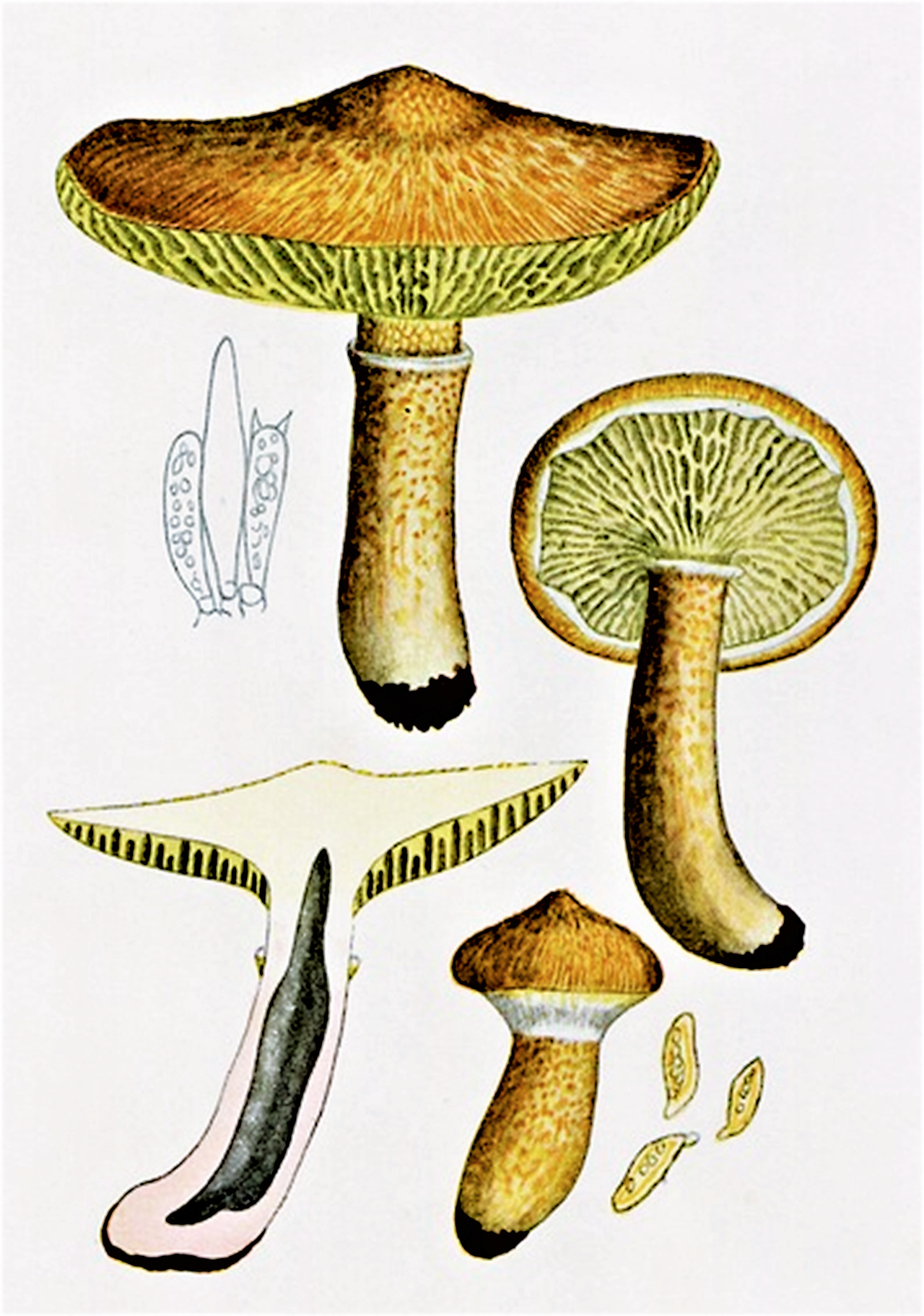
Bres.: Boletinus cavipes

- Pălăria: are un diametru de 4-12 (15) cm, este destul de cărnoasă și compactă, moale, dar ușor elastică, fiind inițial semisferică cu marginea răsfrântă în jos, apoi convexă și la bătrânețe întinsă, câteodată adâncită și/sau cu un gurgui central. Cuticula, care nu se separă ușor de pălărie, este uscată, tomentoasă și solzoasă. Coloritul variază de la galben închis la portocaliu până la brun de scorțișoară și castaniu, dar poate fi de asemenea galben de lămâie până galben-auriu, la maturitate de obicei cu o bordură albicioasă pe margine.
- Tuburile și porii: sunt mult mai scurte decât grosimea pălăriei, unghiulare, la început aderate la picior, apoi decurente reticular, slab galbene până  galben-măslinii, precum dificil separabile de pălărie. Porii sunt foarte largi (la exemplare mature mari 1 cm), unghiulari, neregulați, compuși, prelungiți radial și aproape lineari. Coloritul seamănă celui al tuburilor. Inițial sunt acoperiți de un văl parțial alb care rupe după scurt timp.
- Caracteristici microscopice: are spori netezi și fusiformi, murdar galben-măslinii și măsoară de 8.5-10 x 3,2-4 microni. Pulberea lor este brun-măslinie. Basidiile (organe sporifere care produc spori exogeni) clavate cu 2-4 sterigme fiecare au o mărime de 25-35 x 7-12 microni, cistidele (elemente sterile situate în stratul himenal sau printre celulele din pielița pălăriei și a piciorului, probabil cu rol de excreție) fusiforme sau cilindric clavate de 40-80  x 8-10 microni.[9]
- Piciorul: El are o înălțime de 3-9 cm și o lățime de 0,8-3 cm, este cilindric, cu solzi mici până mari, deja din tinerețe gol pe interior, fragil și fibros, cu o zonă inelară albuie nu prea accentuată, fiind de culoarea pălăriei, spre vârf mai galben, dar rozaliu-brun la baza ușor îngroșată. Acolo se pot vedea hifele albicioase ale miceliului.
- Carnea: este moale, dar destul de elastică, fiind de culoare slab galbenă, aproape albă care nu se decolorează după tăiere. Mirosul este slab aromatic, ca de ciuperci și gustul plăcut. Ciuperca este adesea năpădită de larvele unor diptere din familia Mycetophilidae care se dezvoltă în interiorul corpurilor de fructificație.
- Reacții chimice: Buretele se colorează cu acid sulfuric portocaliu, cu Hidroxid de potasiu brun închis și cu sulfat de fier murdar verzui.[10]

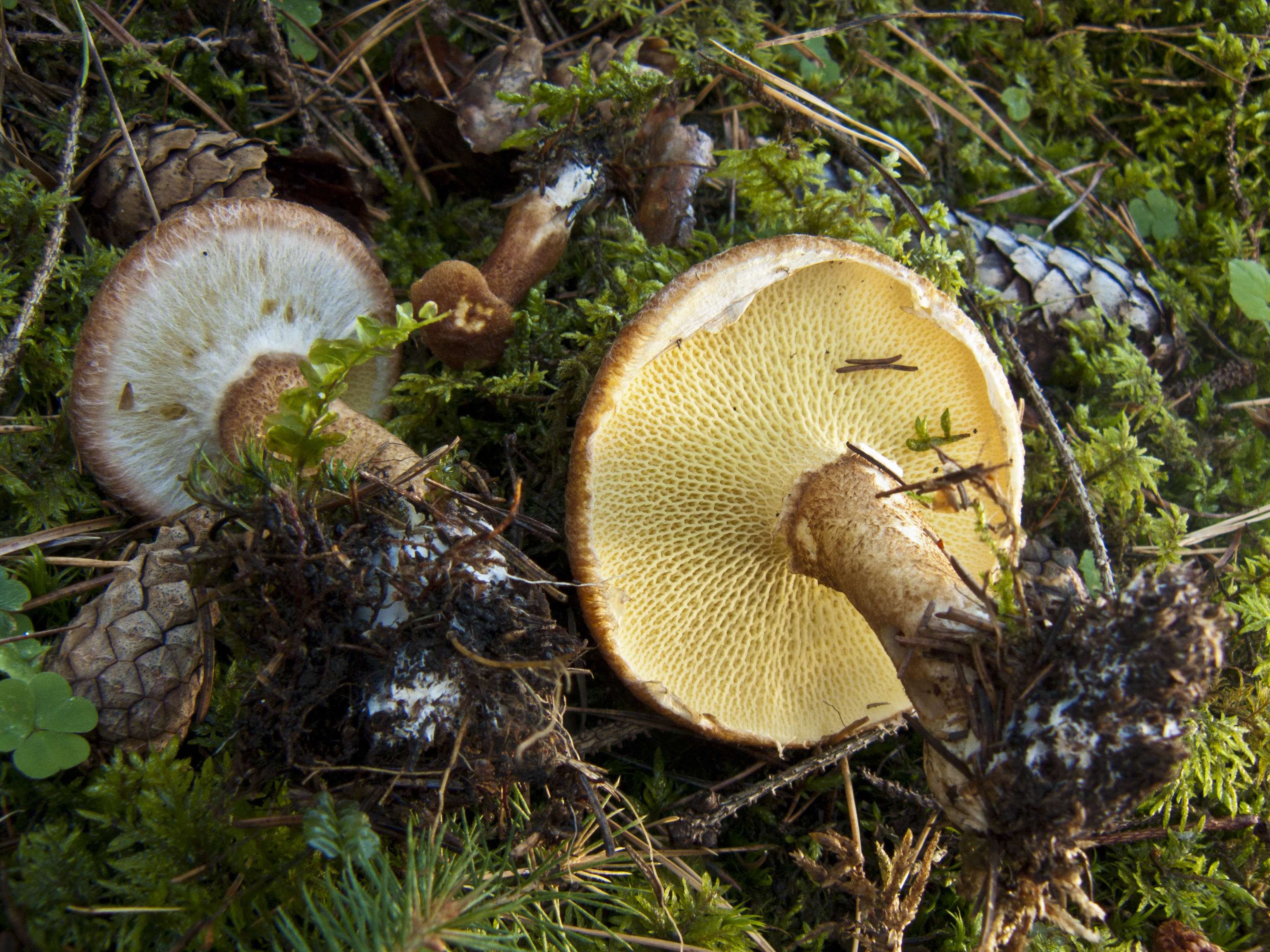
S. cavipes, văl parțial și pori
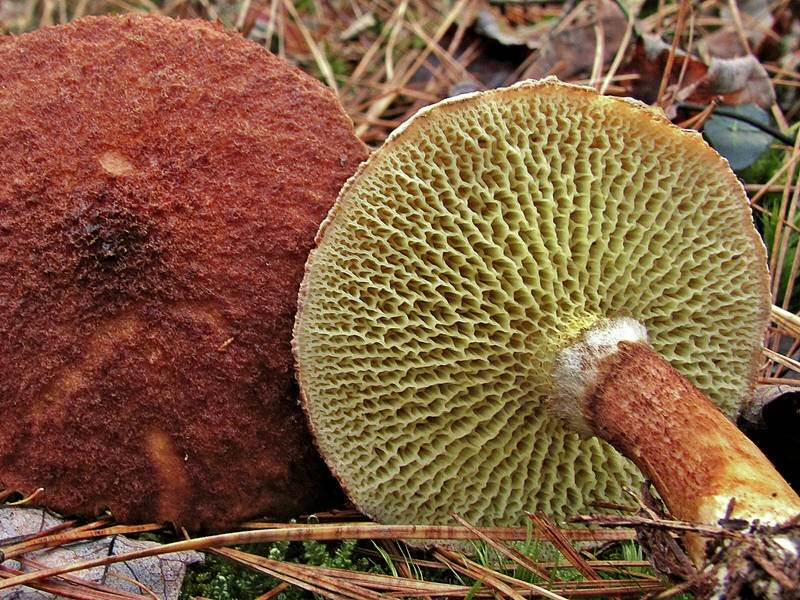
S. cavipes, pori și picior
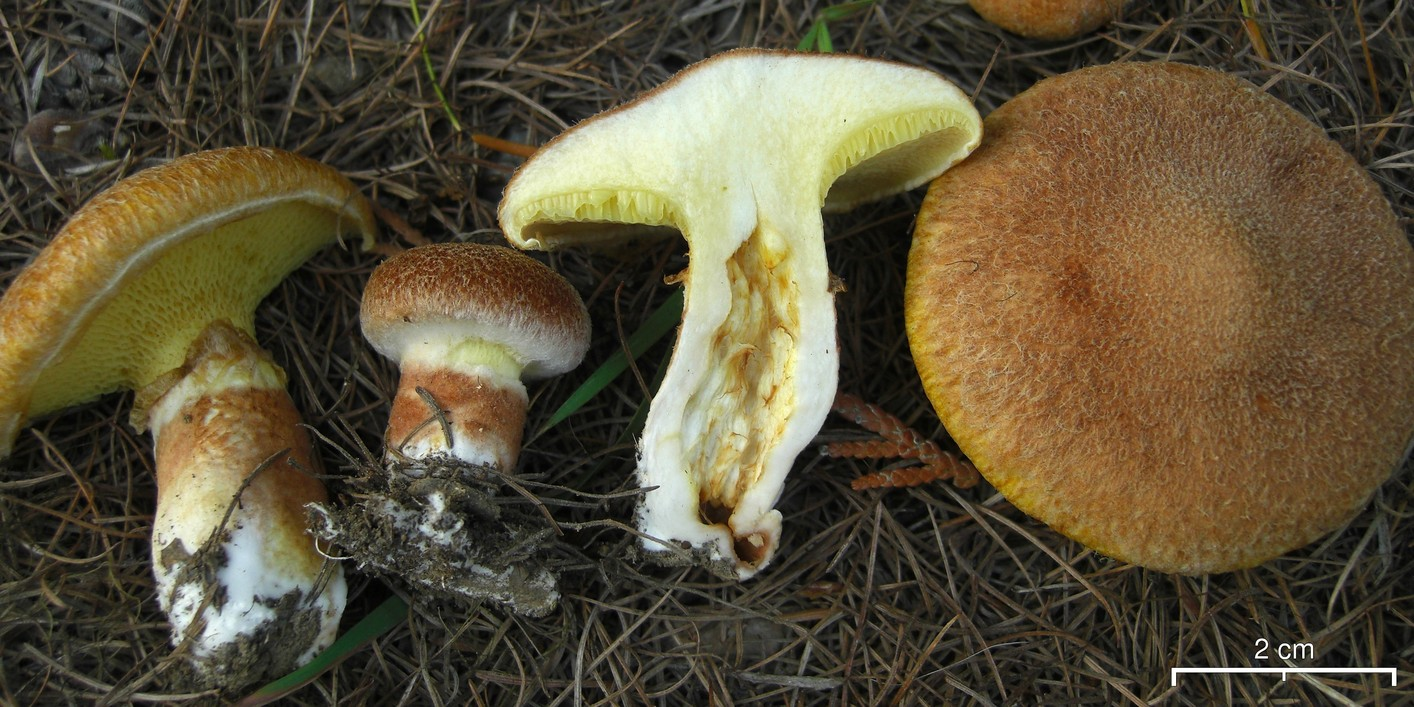
S. cavipes, mai tineri + secțiune longitudinală
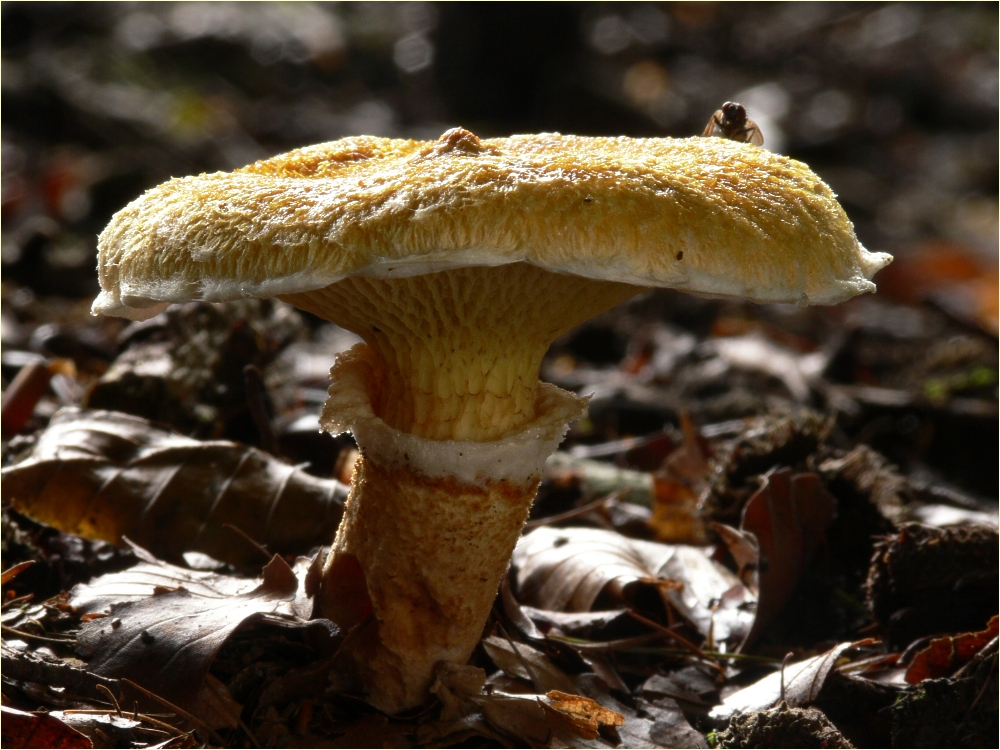
S. cavipes bătrân
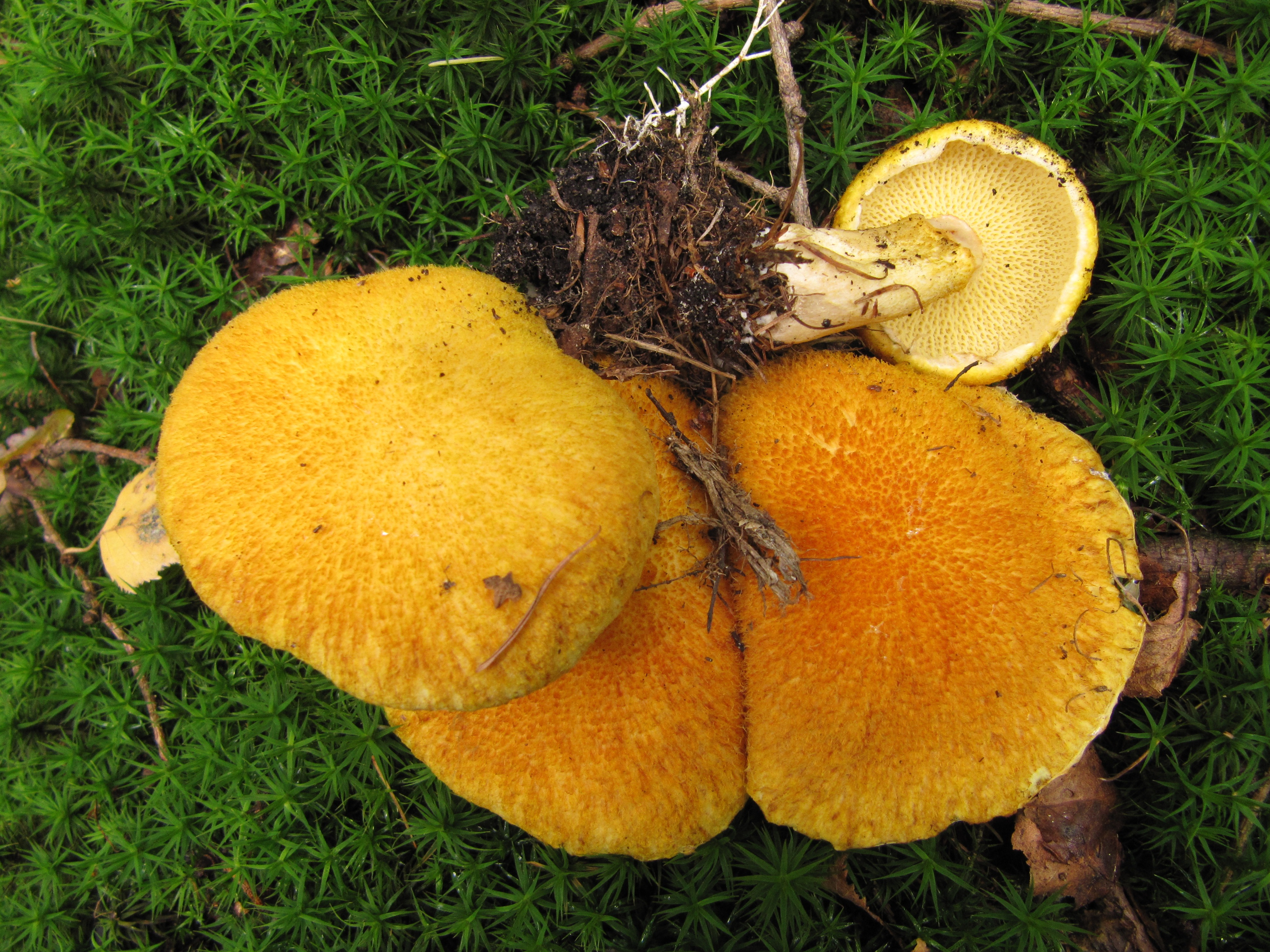
S. cavipes, formă galbenă

## Confuzii
Bureții pot fi confundați numai cu specii asemănătoare, cu toate comestibile, din familia Suillaceae, de exemplu cu Suillus bresadolae, Suillus bovinus, Suillus flavidus, Suillus granulatus, Suillus tridentinus, Suillus variegatus, sau cu Aureoboletus moravicus sin. Xerocomus moravicus, Buchwaldoboletus lignicola sin. Pulveroboletus lignicola, Chalciporus piperatus, sin. Boletus piperatus, Gyrodon lividus, Xerocomellus chrysenteron Boletus ferrugineus sin. Xerocomus ferrugineus, Xerocomellus porosporus sin. Boletus porosporus, Xerocomus porosporus Xerocomellus pruinatus sin. Boletus pruinatus, Xerocomus pruinatus și Boletus subtomentosus din familia Boletaceae, respectiv Gyrodon lividus, din familia Paxillaceae.

## Specii asemănătoare în imagini

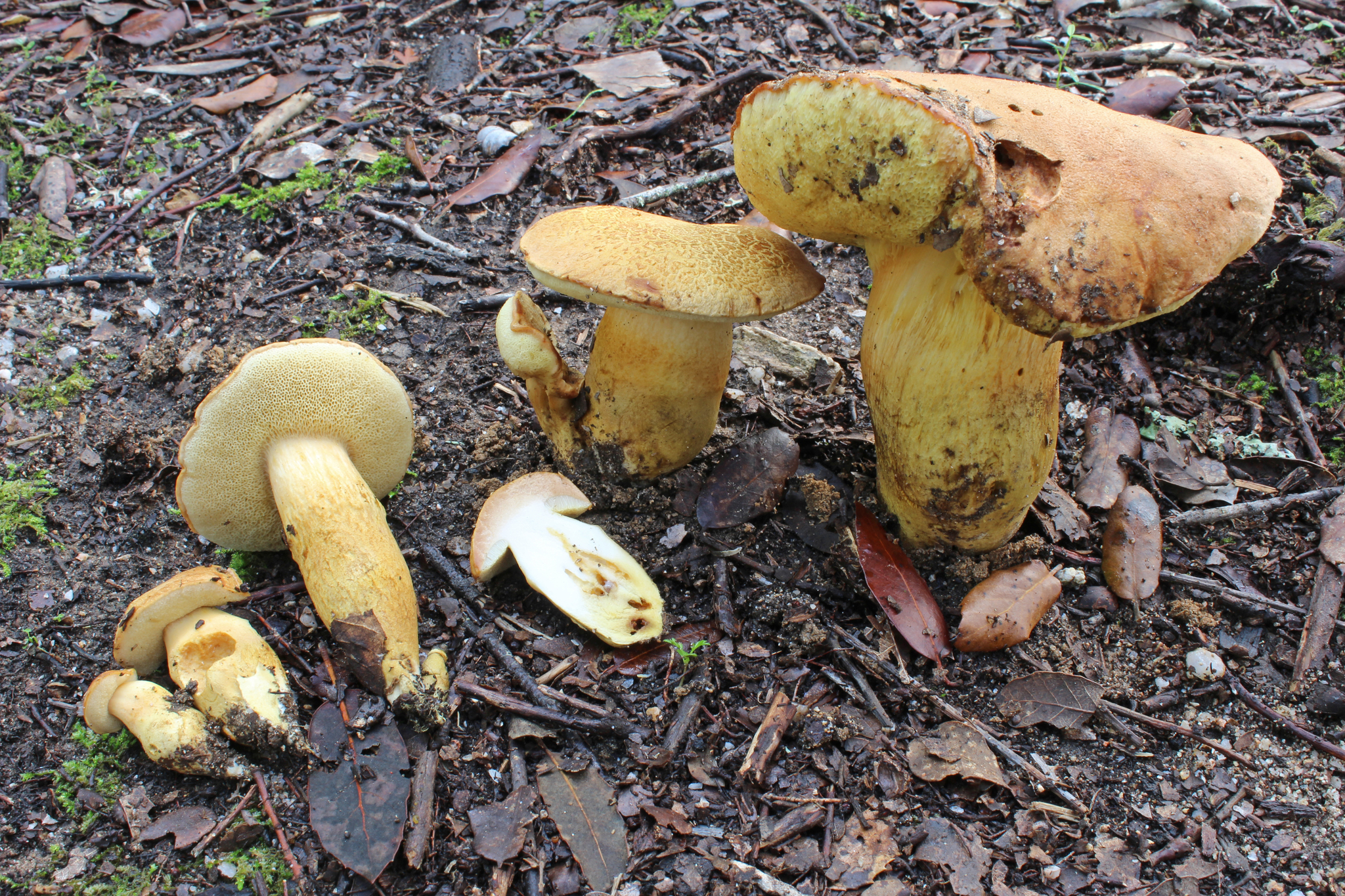
Aureoboletus moravicus sin. Xerocomus moravicus
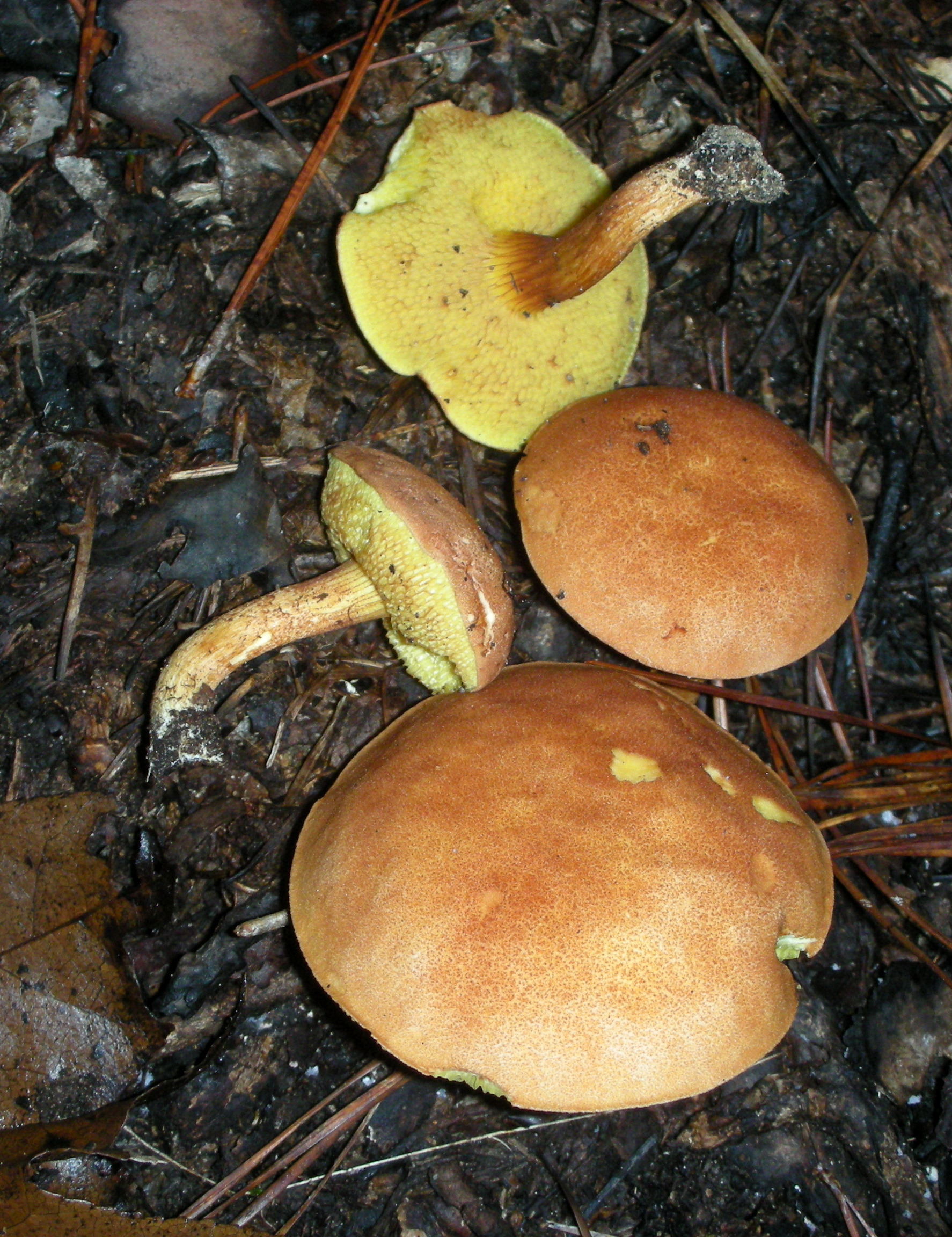
Boletus ferrugineus
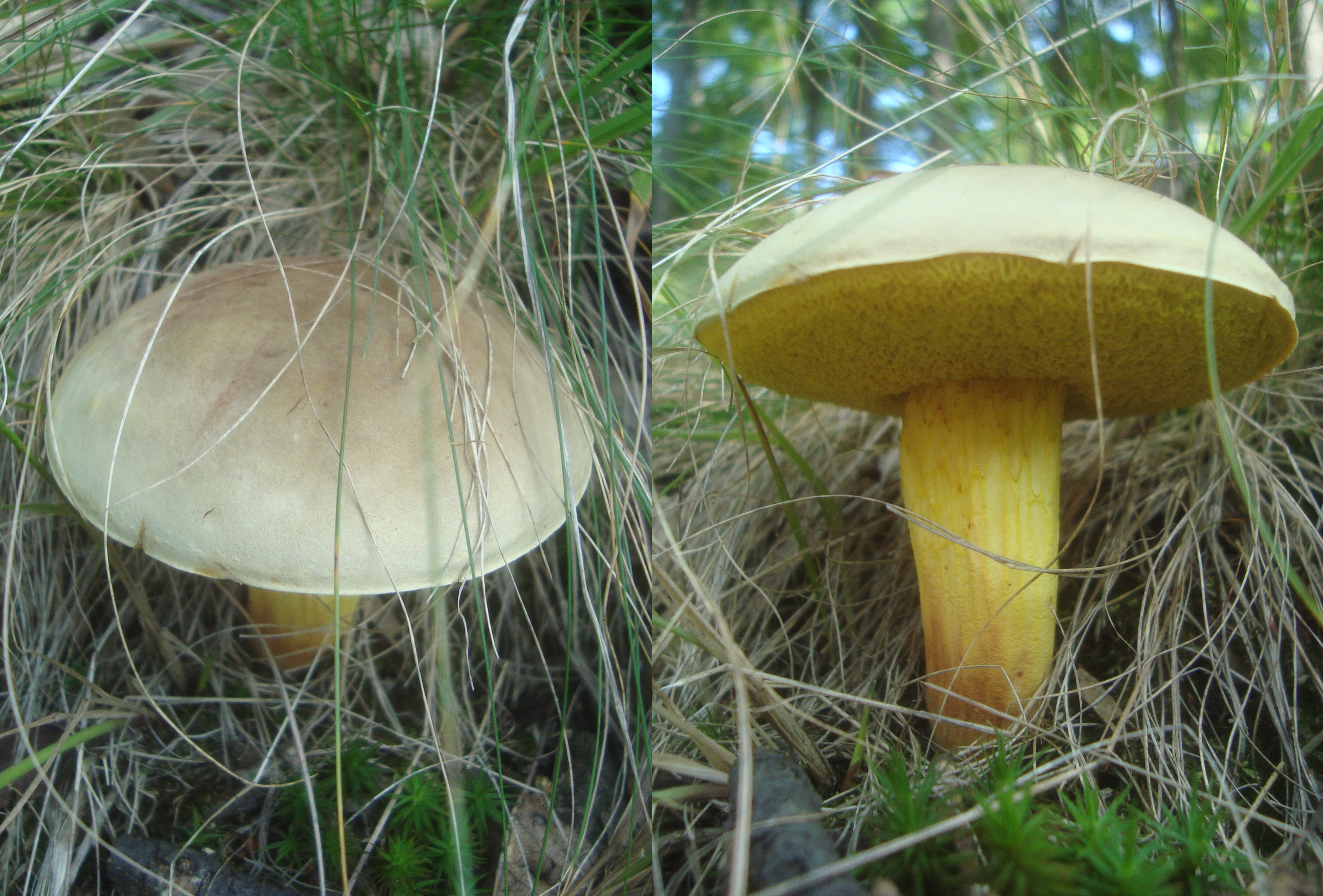
Boletus subtomentosus
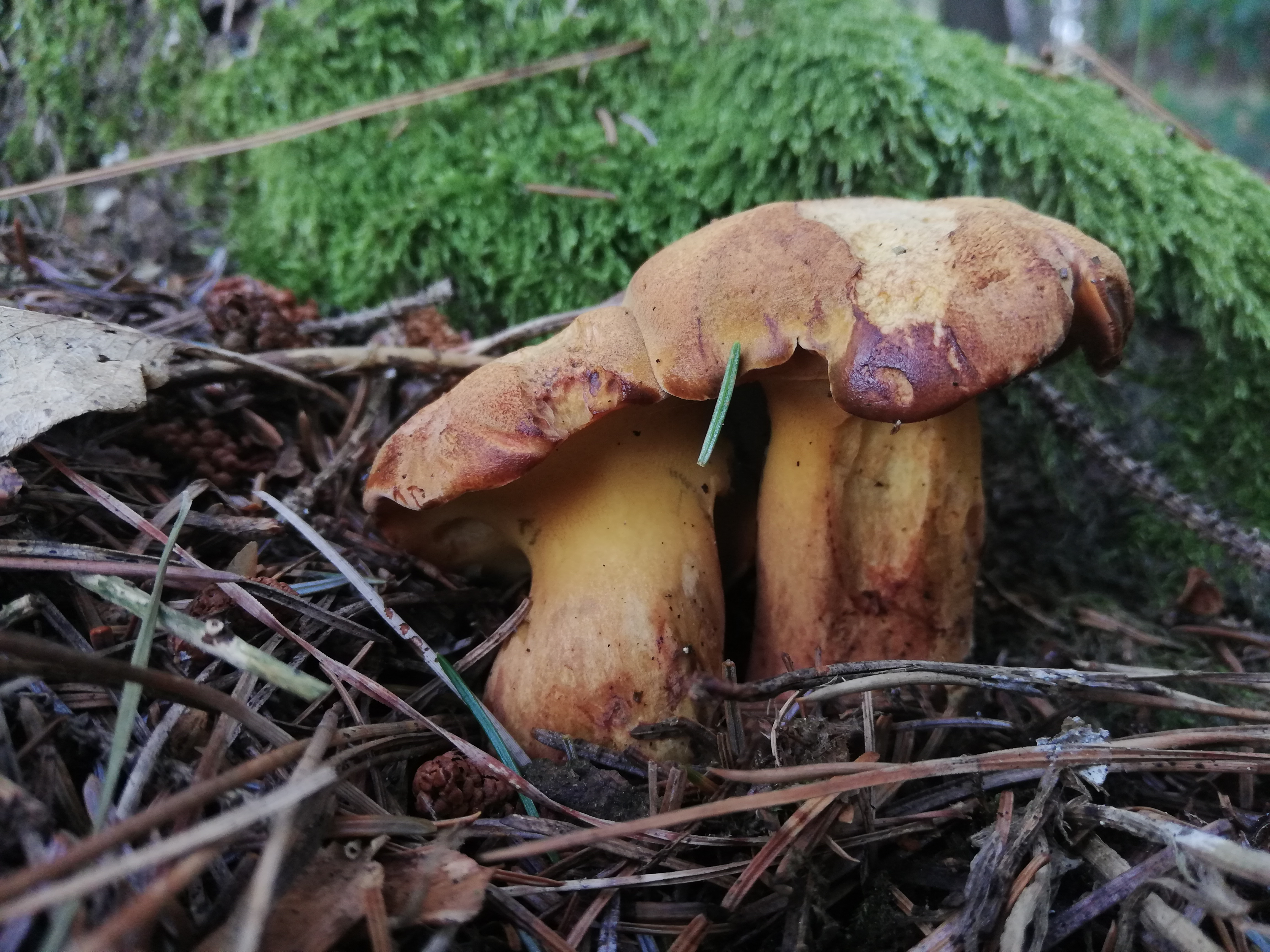
Buchwaldoboletus lignicola
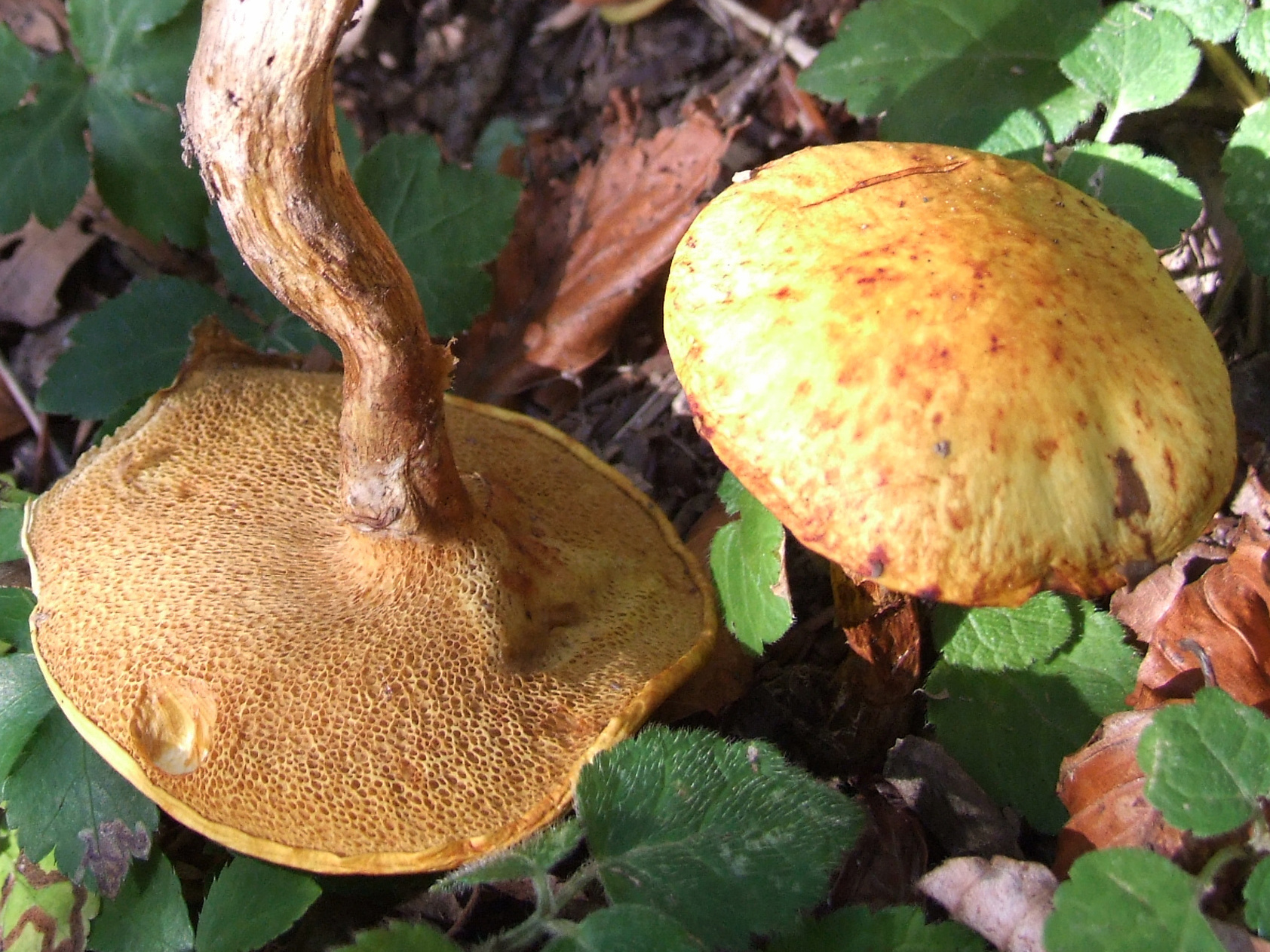
Chalciporus piperatus
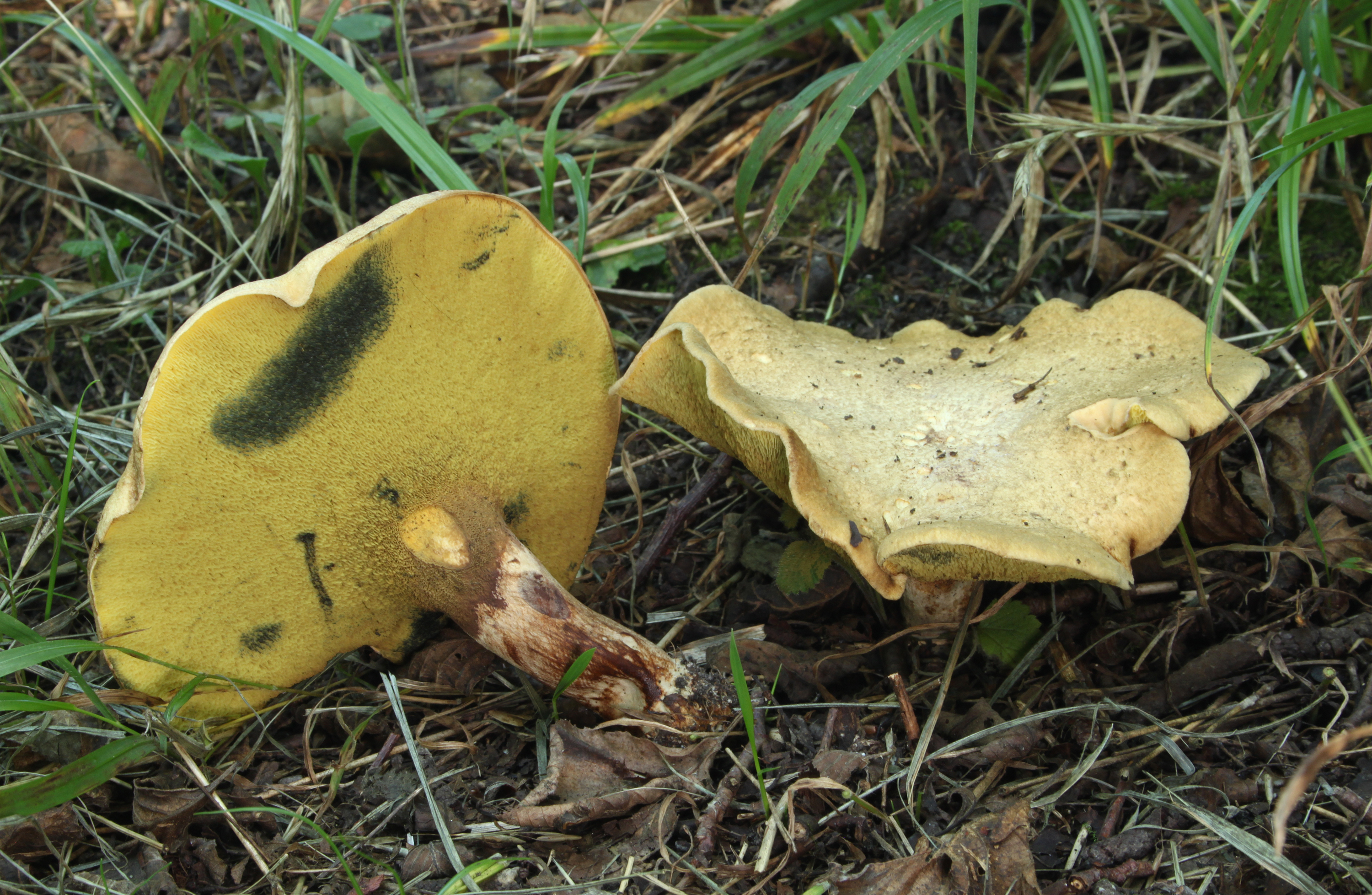
Gyrodon lividus

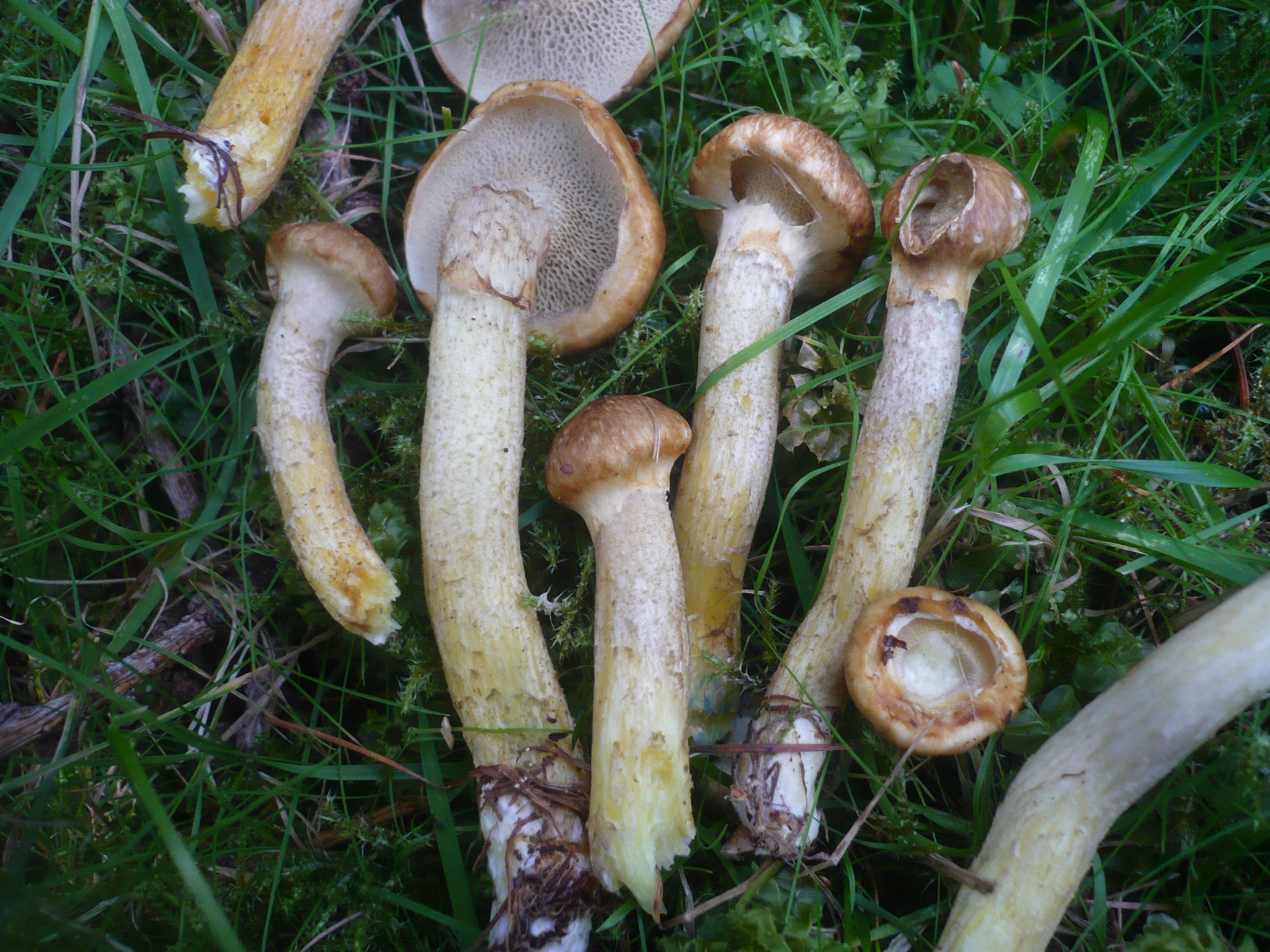
Suillus bresadolae
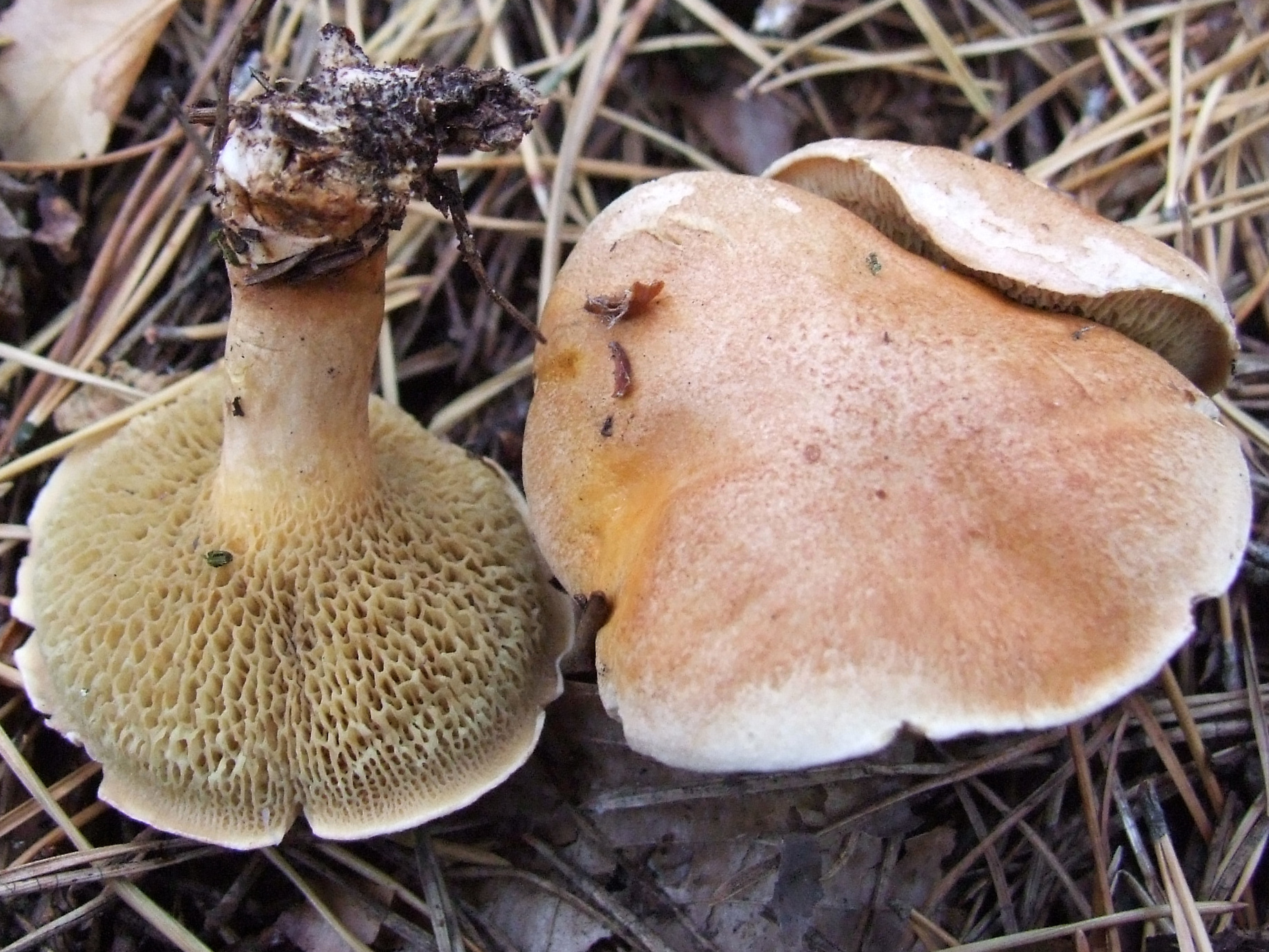
Suillus bovinus
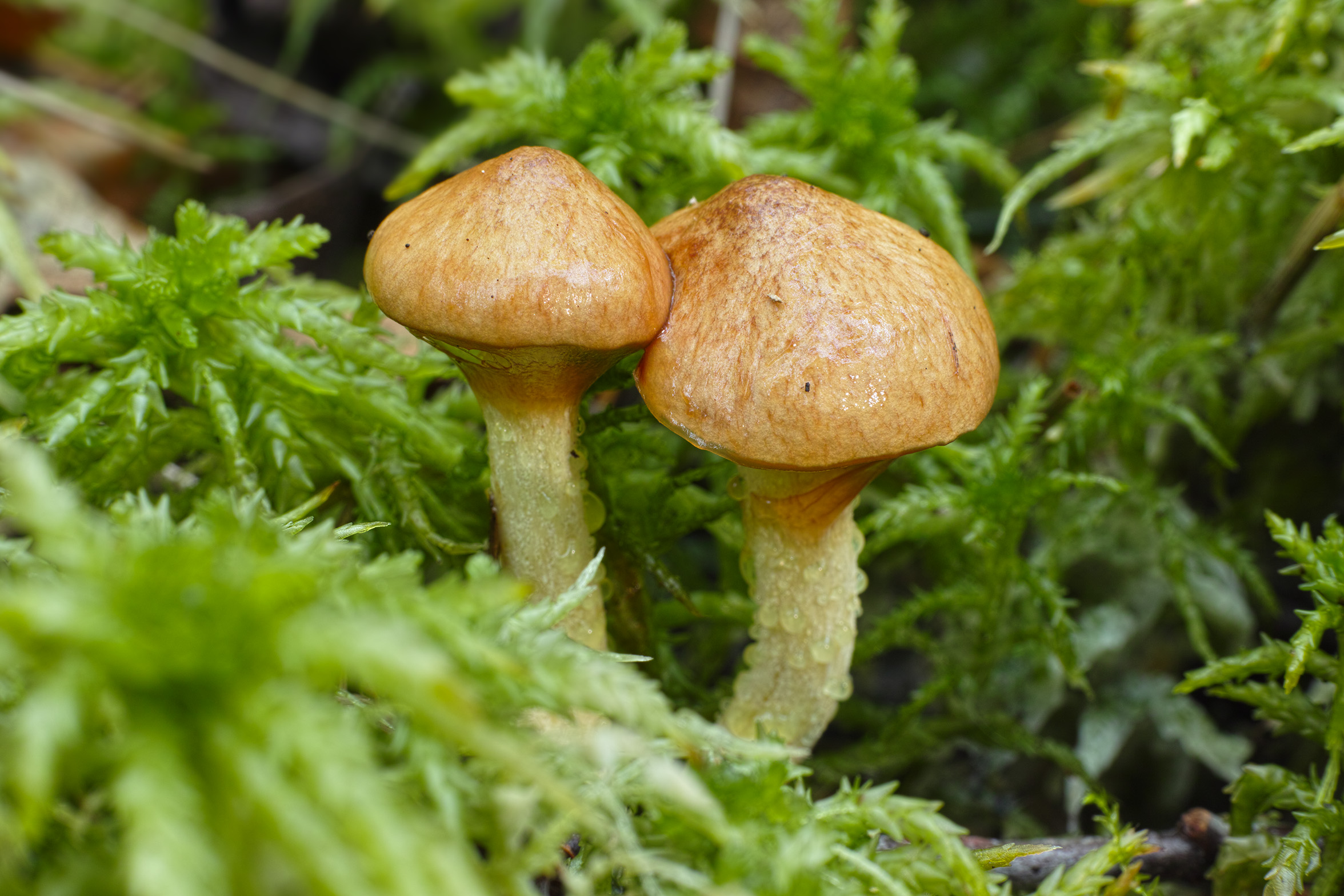
Suillus flavidus
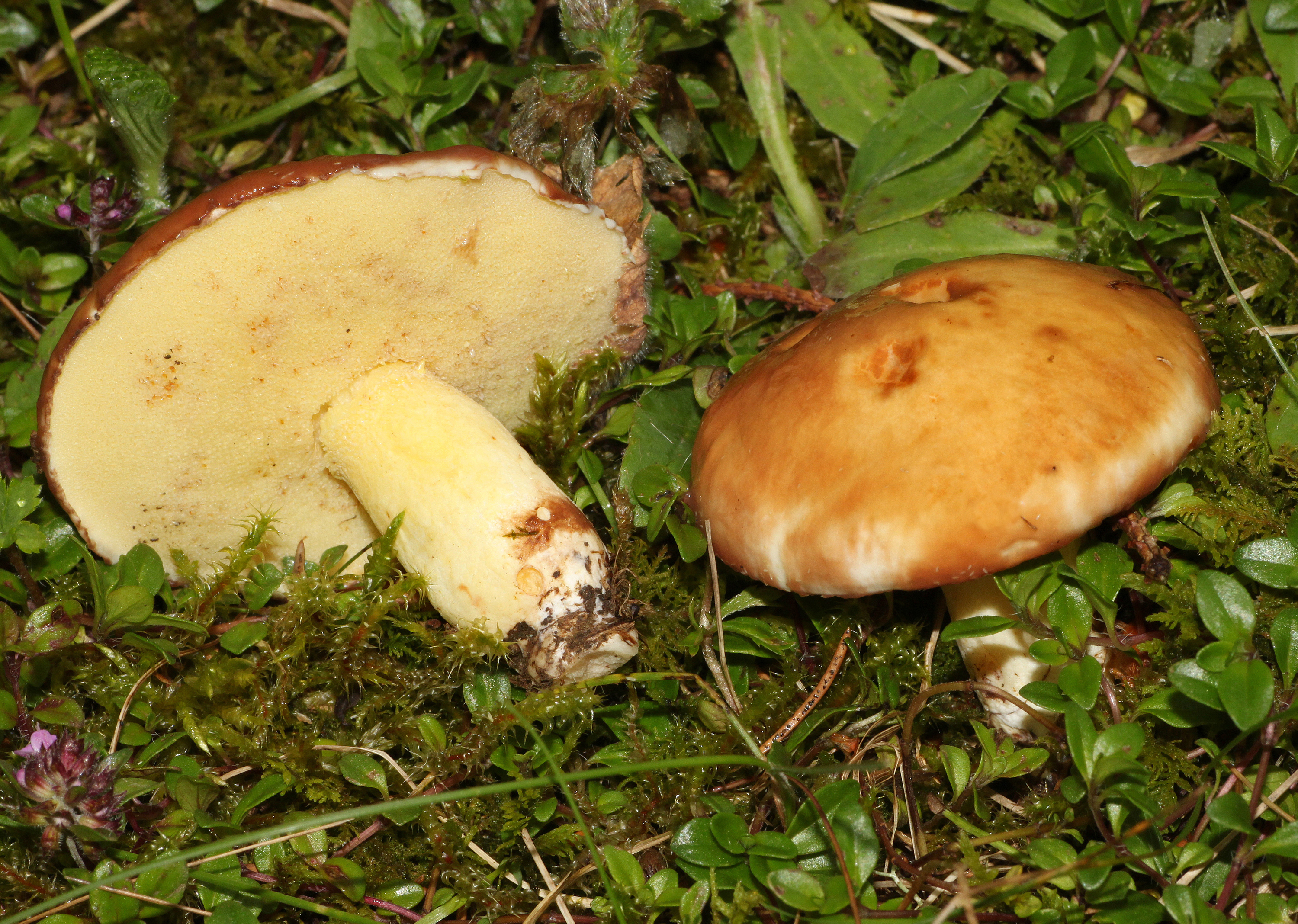
Suillus granulatus
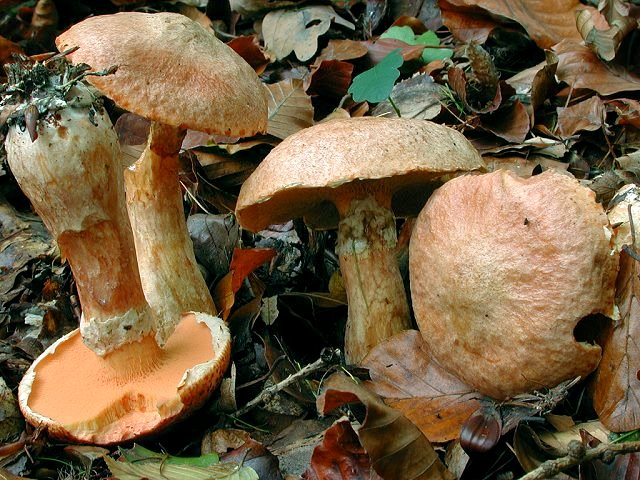
Suillus tridentinus
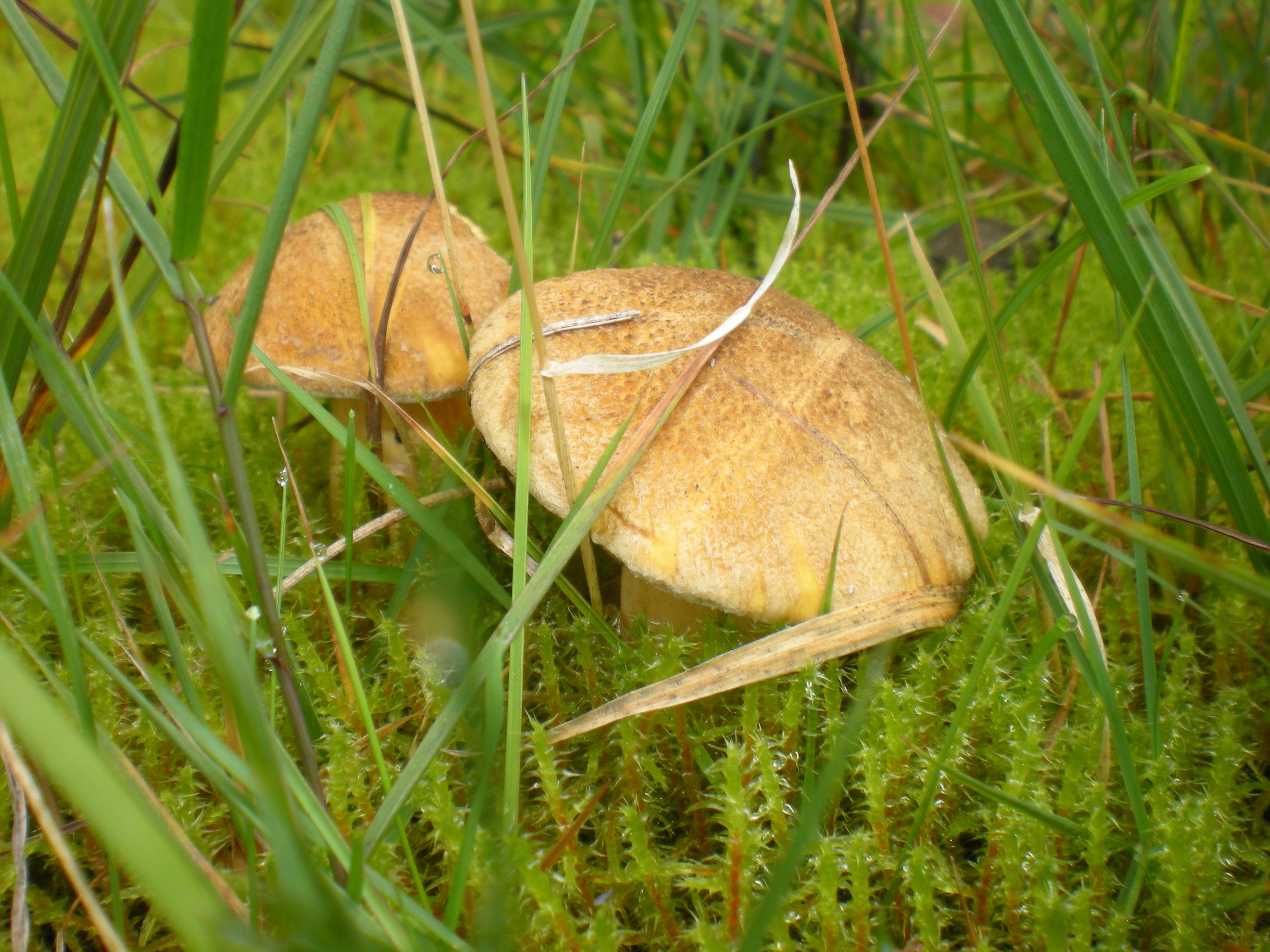
Suillus variegatus

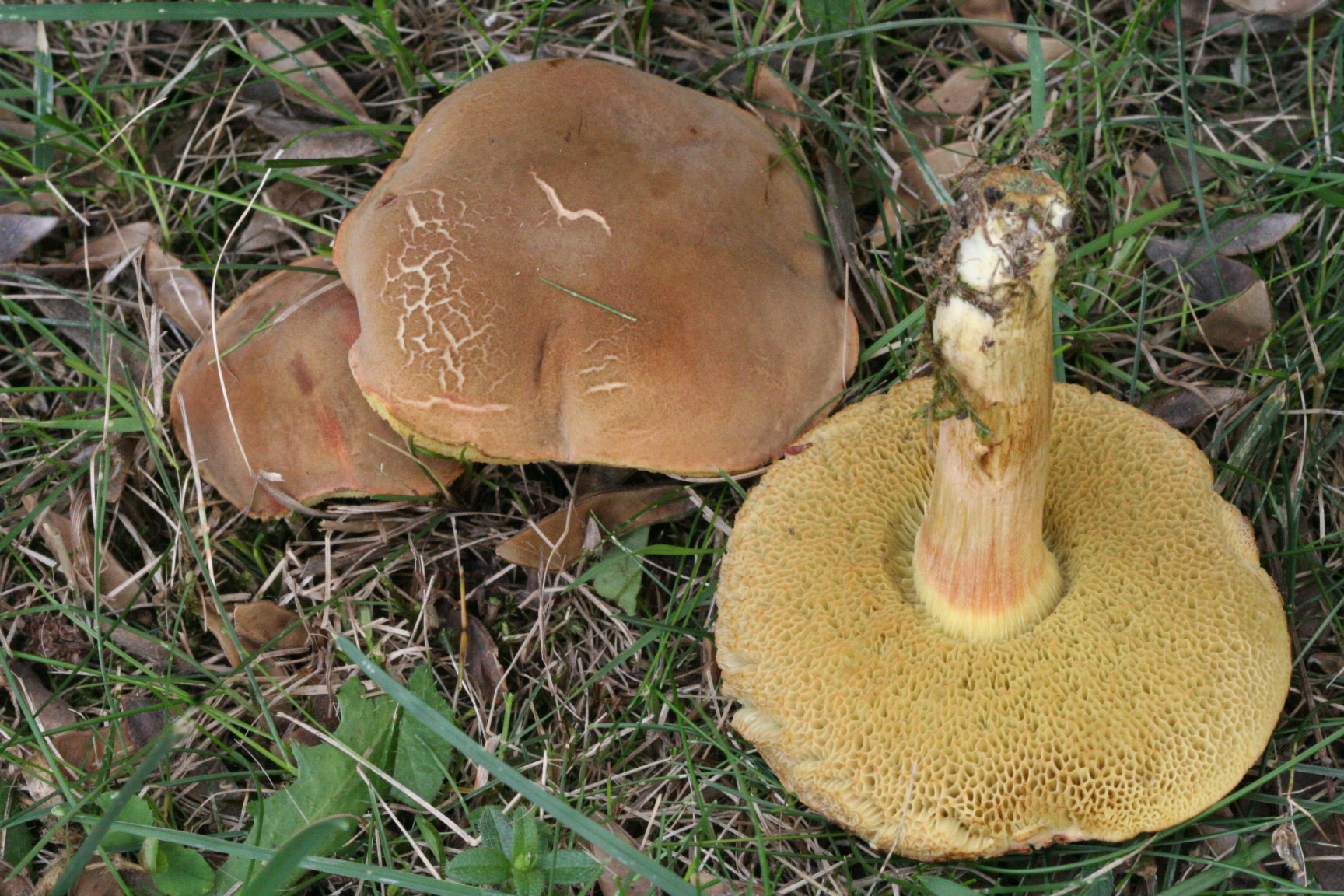
Xerocomus chrysenteron
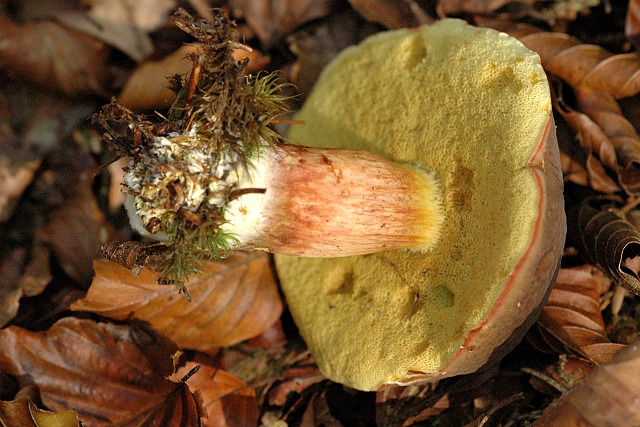
Xerocomellus pruinatus
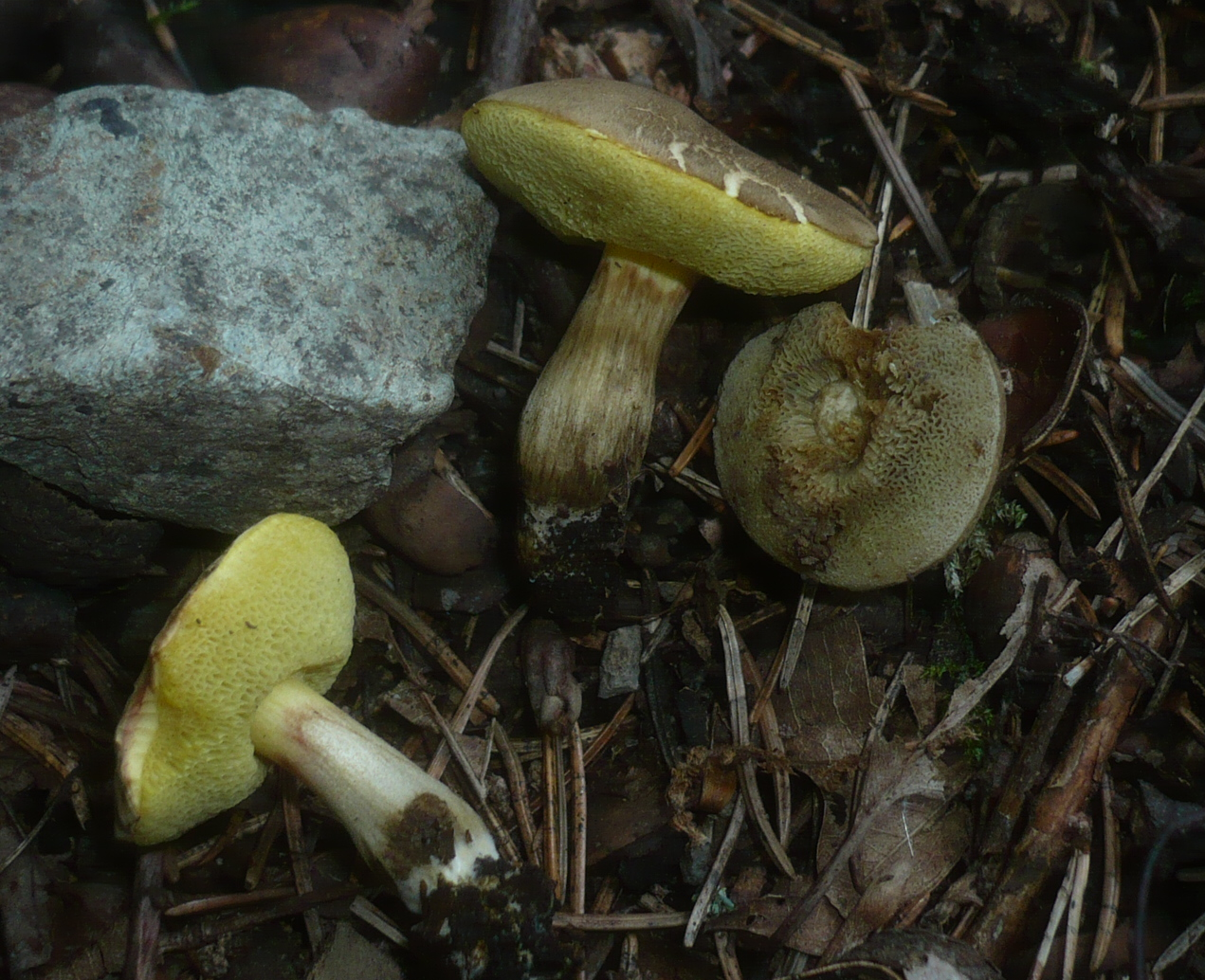
Xerocomellus porosporus
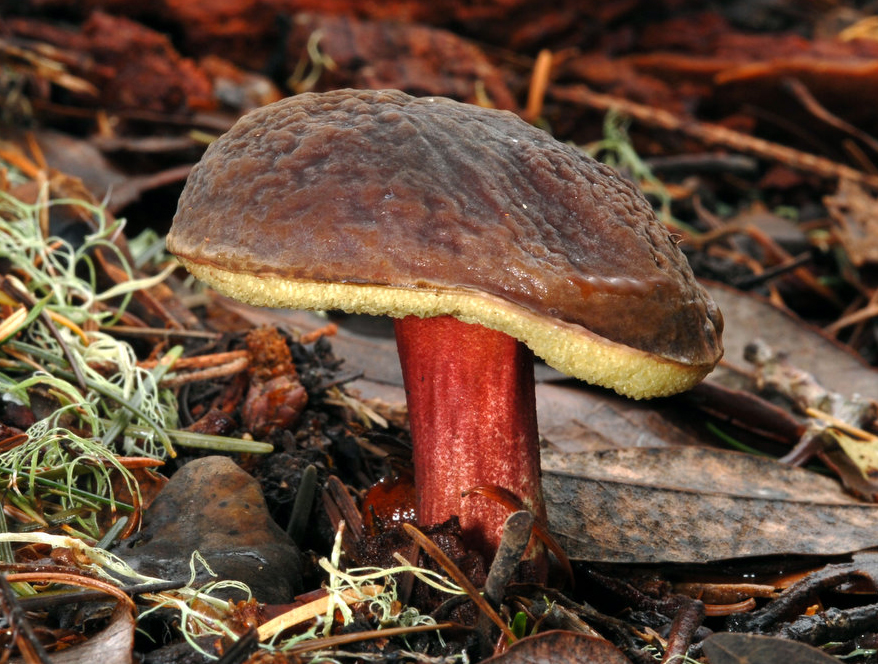
Xerocomellus zelleri
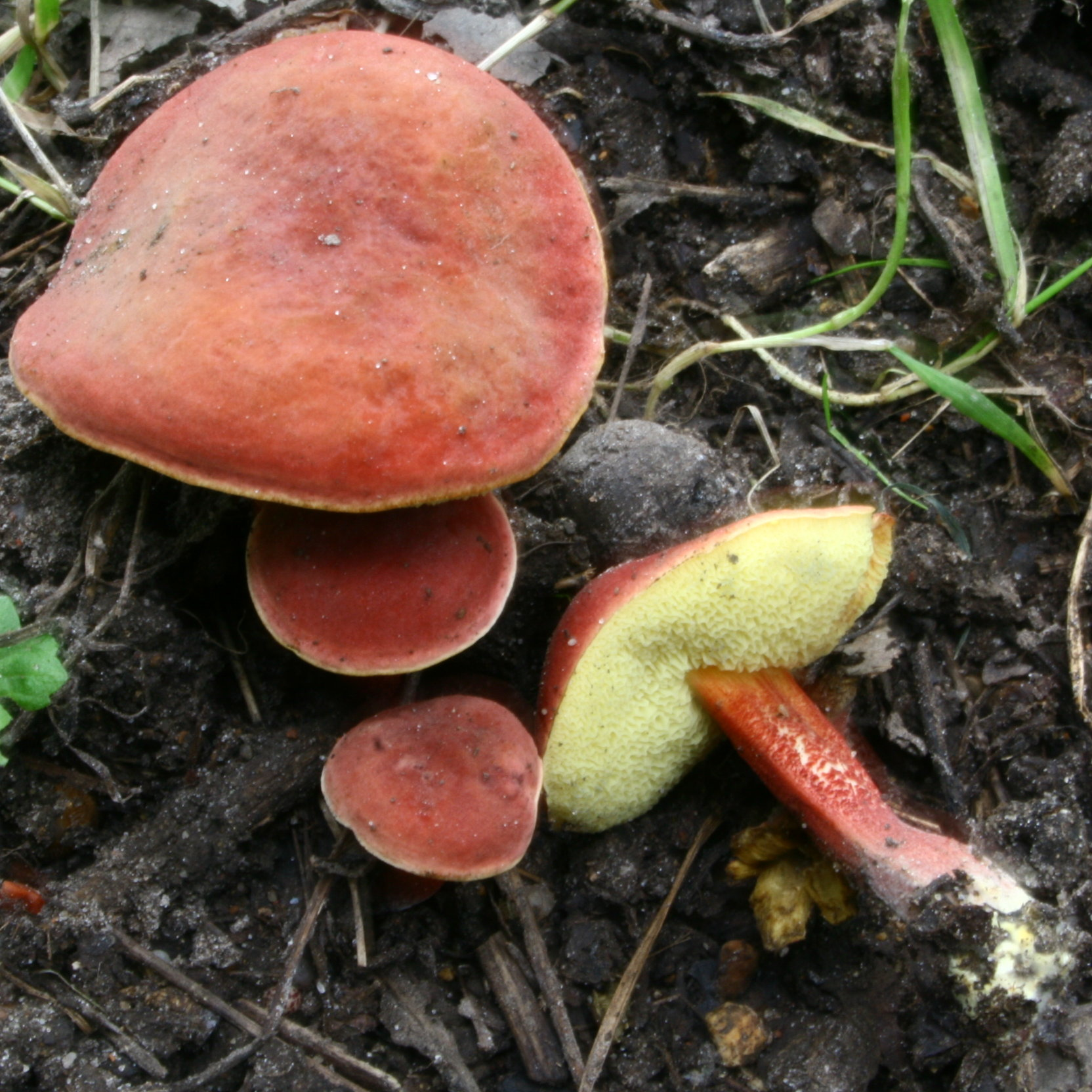
Xerocomus rubellus

## Valorificare
Este o specie de comestibilitate mediocră, în gust mai delicată ca sfârcurile uscate, care ar trebui să fie ingerată numai în stadiu tânăr, fiind în vârstă foarte moale și puțin prezentabilă. Piciorul nu se folosește. Cel mai bine se pregătește împreună cu alte ciuperci de pădure. Se pretează și la conservarea în oțet sau ulei.